# Karl Wondrak
Karl Wondrak byl československý lyžař, skokan.

## Sportovní kariéra
Na II. ZOH ve Svatém Mořici 1928 skončil ve skocích na lyžích na 21. místě.